# Salguero (Michoacán)
Salguero es una localidad del estado mexicano de Michoacán. Es parte del municipio de San Lucas.

## Demografía
| Gráfica de evolución demográfica |
|                                  |

| Censo | Población |
| ----- | --------- |
| 1900  | 578       |
| 1910  | 616       |
| 1921  | 657       |
| 1930  | 606       |
| 1940  | 663       |
| 1950  | 219       |
| 1960  | 124       |
| 1970  | 585       |
| 1980  | 730       |
| 1990  | 1083      |
| 2000  | 1134      |
| 2010  | 1347      |
| 2020  | 1698      |